# La Puente, Tantima
La Puente är en ort i Mexiko.   Den ligger i kommunen Tantima och delstaten Veracruz, i den sydöstra delen av landet, 260 km nordost om huvudstaden Mexico City. La Puente ligger 83 meter över havet och antalet invånare är 366.
Terrängen runt La Puente är huvudsakligen platt, men åt sydväst är den kuperad. Terrängen runt La Puente sluttar norrut. Runt La Puente är det ganska tätbefolkat, med 179 invånare per kvadratkilometer. Närmaste större samhälle är Naranjos, 8,9 km sydost om La Puente. Trakten runt La Puente består till största delen av jordbruksmark.